# Station Biskupice koło Kluczborka
Station Biskupice koło Kluczborka is een spoorwegstation in de Poolse plaats Biskupice (powiat Kluczborski).